# Euskaltel–Euskadi
Euskaltel–Euskadi (UCI kód: EUS) je španělský profesionální silniční cyklistický tým na úrovni UCI ProTeam založený v roce 2008. Původně tým existoval jako amatérský, ale v roce 2018 se posunul na úroveň UCI Continental.
Po dvou letech jako kontinentální tým projevil zájem o ProTourovou licenci pro sezónu 2020. Ta jim byla udělena v prosinci 2019. V únoru 2020 bylo oznámeno, že španělská telekomunikační společnost Euskaltel bude titulárním sponzorem týmu po další 4 roky a že začne tým sponzorovat od závodu Kolem Baskicka. Ten však musel být zrušen kvůli pandemii covidu-19. Tato společnost už dříve sponzorovala tým Euskaltel–Euskadi mezi lety 1998 a 2013, než se tým rozpadl.

## Soupiska týmu
K 1. lednu 2024
- Jon Aberasturi (ESP) (* 28. března 1989)
- Nicolas Alustiza (ESP) (* 4. ledna 2003)
- Enekoitz Azparren (ESP) (* 5. srpna 2002)
- Ibai Azurmendi (ESP) (* 11. června 1996)
- Xabier Berasategi (ESP) (* 4. srpna 2000)
- Mikel Bizkarra (ESP) (* 21. srpna 1989)
- Iker Bonillo (ESP) (* 9. července 2003)
- Joan Bou (ESP) (* 16. ledna 1997)
- Xavier Cañellas (ESP) (* 16. března 1997)
- Unai Cuadrado (ESP) (* 26. září 1997)
- Víctor de la Parte (ESP) (* 22. června 1986)
- Asier Etxeberria (ESP) (* 19. července 1998)
- James Fouché (NZL) (* 28. března 1998)
- Xabier Isasa (ESP) (* 24. srpna 2001)
- Mikel Iturria (ESP)  (* 16. března 1992)
- Txomin Juaristi (ESP) (* 20. června 1995)
- Andoni López de Abetxuko (ESP) (* 3. srpna 1999)
- Gotzon Martín (ESP) (* 15. února 1996)
- Luis Ángel Maté (ESP) (* 23. března 1984)
- Iker Mintegui (ESP) (* 15. listopadu 2002)
- Unai Zubeldia (ESP) (* 7. července 2003)